# Научно-измерительный пункт
Научно-измерительный пункт (Отдельный командно-измерительный комплекс) — советский термин, означающий пункт контроля и управления космическими аппаратами.
Разделялись на:
- наземные измерительные пункты (см. Список НИП)
- плавучие измерительные пункты (см. Mорской космический флот и Корабль измерительного комплекса)
- самолётные измерительные пункты (СИП)
- отдельные измерительные пункты (ОИП)

## История
Этапы работ по становлению и развитию НИП:
- 1 этап (1956—1961 гг.) — обоснование и создание НИП первых ИСЗ и космических объектов (КО). Создание 1-го Плавучего Измерительного Комплекса МО СССР;

- 2 этап (1962—1971 гг.) — обоснование и участие в создании наземных комплексов управления разведки, связи, навигации, метеообеспечения, исследования природных ресурсов и другими типами КА, развитии структуры НИП и создании центров управления КА и средств НИП второго поколения;

- 3 этап (1972—1985 гг.) — обоснование концепции развития НИП как наземного автоматизированного комплекса управления (НАКУ), обеспечивающего функционирование большого числа космических систем, разработка тактико-технических требований (ТТТ) к перспективным средствам и элементам НАКУ;

- 4 этап (с 1986 г.) — обоснование структуры и принципов применения системы управления Военно-космическими силами (ВКС) как системы оперативного, непрерывного и надёжного управления наземными и орбитальными группировками ВКС, роли и облика НАКУ в современных условиях.

На основании директивы Генштаба от 8 мая 1957 года было начато создание Центра по руководству и координации работ комплекса измерительных средств, средств связи и службы единого времени — головной в/ч (впоследствии КИК, Голицыно-2), а при нём также НКВЧ (Научно-координационная вычислительная часть, в/ч 32150) и 13 НИПов (научно-измерительных пунктов)(НИП-1..НИП-13).
Общее руководство по созданию центра и НИПов было возложено на НИИ-4 МО, в подчинении которого они находились до 7 марта 1962 г. Все измерения этих пунктов должны были поступать в КВЦ (координационно-вычислительный центр), создававшийся в НИИ ракетных войск. Формирование и комплектование НИПов проводилось в НИИ-4 в июне-августе 1957 г.

## Линии связи
На первоначальном этапе связь осуществлялась по существовавшим телеграфно-телефонным линиям. Такая сеть протянулась на тысячи километров, соединив восток и запад страны. С запуском спутников связи серии Молнии связь стала осуществляться через них, что повысило надёжность и скорость связи. На важном направлении Москва-Симферополь-Евпатория установлена в 70-х годах многоканальная радиорелейная линия производства японской корпорации NEC.

## Командная радиолиния
Тематическое направление по созданию каналов автоматизированного управления КА начало формироваться в 1956 году.
Эволюция КРЛ:
- БКРЛ-Д — командная радиолиния (КРЛ) объекта «Д».
- КРЛ «МРВ-ВС — БКРЛ-В» — обеспечила управление космическими кораблями типа «Восток».
- КРЛ «Пост-Д — БКРЛ-2Д» — управление КА «Электрон-1» и «Электрон-2» и ИСЗ серии «Космос».
- КРЛ «Пост-Д1 — БКРЛ-ВД» — управление несколькими космическими кораблями типа «Восход», одновременно находящимися на орбите.
- КРЛ "Пост-2Д — БКРЛ-БР (БКРЛ-Б) — управление ИСЗ «Метеор».
- КПТРЛ «Подснежник-Ветер» — командно-программно-траекторная радиолиния для управления КА военного назначения.
- КПТРЛ «Куб-У» — командно-программно-траекторная радиолиния для управления КА военного назначения.
- КТРЛ «Краб-У» — командно-траекторная радиолиния для приёма информации с КА как военного так и н/х назначения.
- КПТРЛ «Коралл», «Калина» — командно-программно-траекторная радиолиния для управления КА как военного так и н/х назначения.
- КИС «Куб-Контур» — современная радиолиния управления ИСЗ третьего поколения.
- КИС «Сатурн-МК» — командно-измерительная система управления КА связи типа «Молния».
- КИС «Сатурн-МС» — командно-измерительная система управления КА дальнего и среднего космоса, пилотируемых КА.
- КИС «Квант-П» — командно-измерительная система управления пилотируемых КА типа «Салют», «Союз», «Прогресс» и др.
- КИС «Квант-Д» — командно-измерительная система управления КА дальнего космоса
- КИС «Тамань-База» — командно-измерительная система управления навигационными КА системы ГЛОНАС.
- КИС «Фазан» — мобильный аналог КИС «Тамань-База»
- КИС «Калина»[3][4]
- КИС «Квант-Р»[3][4]
- КИС «Контур-Сплав»[3][4]

## Список НИП
| Номер НИП  | Альтернативное название                   | Ближайший город                                     | Координаты | Состояние                                                                                                |
| ---------- | ----------------------------------------- | --------------------------------------------------- | --- | --- |
| Голицыно-2 | НИП Центра космических полетов            | Краснознаменск                                      | 55°35′15″ с. ш. 37°02′36″ в. д. | действующий                                                                                              |
| НИП-1      | ИП-1Д                                     | Полигон Тюра-Там (НИИП-5 МО), пл.18, Байконур       | 45°54′31″ с. ш. 63°19′52″ в. д. | В 2006 - 2007гг. ИП-1, ИП-3, ИП-5 на пл. 21 и 23 и ВЦ передали в НПО ИТ.                                 |
| НИП-2      | -                                         | станция Макат, пл.42, Байконур                      | - | |
| НИП-3      | 3Д                                        | ст. Сары-Шаган                                      | 45°53′22″ с. ш. 73°36′53″ в. д. | закрыт в 1993                                                                                            |
| НИП-4      | г. Енисейск-4                             | Енисейск                                            | 58°26′55″ с. ш. 92°15′58″ в. д. | действующий                                                                                              |
| НИП-5      | -                                         | п. Искуп (Туруханский район, Красноярский край)     | 63°02′10″ с. ш. 88°07′25″ в. д. (координаты бывшего посёлка Искуп) 63°01′22″ с. ш. 88°03′26″ в. д. пункт был расположен на противоположном берегу Енисея, но от основного фарватера реки его загораживал остров. | закрыт в 1958                                                                                            |
| НИП-6      | -                                         | г. Вулканный (вблизи п. Елизово)                    | 53°06′05″ с. ш. 158°21′33″ в. д. | действующий                                                                                              |
| НИП-7      | Кура                                      | п. Ключи                                            | 56°18′15″ с. ш. 33°53′06″ в. д. | действующий, с 1992 года возле Барнаула.                                                                 |
| НИП-8      | -                                         | планировался у г. Магадана, но остался в п. Болшево | 54°58′16″ с. ш. 36°15′33″ в. д. | действующий                                                                                              |
| НИП-9      | -                                         | п. Красное Село                                     | 59°42′51″ с. ш. 30°11′31″ в. д. | действующий                                                                                              |
| НИП-10     | Симферополь-28                            | Симферополь                                         | 45°03′18″ с. ш. 33°53′06″ в. д. | закрыт в 1998 году, сохранилась антенна ТНА-400, принадлежал НЦУИКС, с 2014 года - Роскосмос.            |
| НИП-11     | Тбилиси-220                               | Сартичала, близ Тбилиси                             | 41°42′22″ с. ш. 45°09′43″ в. д. | закрыт в 1989                                                                                            |
| НИП-12     | -                                         | первоначально г. Новосибирск, затем п. Колпашево    | 58°20′12″ с. ш. 82°53′11″ в. д. | закрыт в декабре 2009 года                                                                               |
| НИП-13     | Улан-Удэ-35                               | п. Звёздный                                         | 51°52′23″ с. ш. 107°56′15″ в. д. | действующий                                                                                              |
| НИП-14     | Щёлково-7                                 | Щёлково                                             | 55°56′59″ с. ш. 37°58′00″ в. д. | действующий                                                                                              |
| НИП-15     | Восточный Центр дальней космической связи | Галёнки, Приморский край                            | 44°01′27″ с. ш. 131°45′25″ в. д. | действующий                                                                                              |
| НИП-16     | Западный Центр дальней космической связи  | Евпатория                                           | 45°10′13″ с. ш. 33°15′11″ в. д. | действующий, был выведен из российского контура управления, принадлежал НЦУИКС, с 2014 года - Роскосмос  |
| НИП-17     | -                                         | Якутск                                              | 61°58′32″ с. ш. 129°39′14″ в. д. | действующий                                                                                              |
| НИП-18     | -                                         | Воркута                                             | 67°33′30″ с. ш. 64°09′43″ в. д. | действующий                                                                                              |
| НИП-19     | -                                         | Дунаевцы                                            | 48°51′25″ с. ш. 26°42′25″ в. д. | действующий, НКАУ, выведен из российского контура управления                                             |
| НИП-20     | -                                         | Солнечный                                           | 50°43′30″ с. ш. 136°38′36″ в. д. | действующий                                                                                              |
| НИП-21     | -                                         | Майданак                                            | 38°41′06″ с. ш. 66°57′08″ в. д. | действующий, принадлежит Узбекистану                                                                     |
| НИП-22     | -                                         | Евпатория                                           | 45°11′20″ с. ш. 33°11′14″ в. д. | действующий, в 1989 включён в НИП-16, выведен из российского контура управления, с 2014 года - Роскосмос |

## Плавучий измерительный комплекс Министерства Обороны СССР
В 1994 году Плавучий измерительный комплекс Министерства Обороны СССР состоял из 8-ми кораблей 1-го ранга:
- Сибирь
- Сахалин
- Спасск
- Чукотка
- Чумикан
- Чажма
- Маршал Неделин
- Маршал Крылов

К 1998 году сохранился только «Маршал Крылов»; на 2020 год он всё ещё в строю.

## Mорской космический флот
В 1979 году «Морской космический флот» состоял из 11-ти специализированных судов и вплоть до распада СССР участвовал в обеспечении полётов космических аппаратов различного назначения.
- Космонавт Юрий Гагарин
- Академик Сергей Королев
- Космонавт Виктор Пацаев
- Космонавт Владимир Комаров
- Космонавт Владислав Волков
- Космонавт Георгий Добровольский
- Космонавт Павел Беляев
- Боровичи
- Невель
- Кегостров
- Моржовец

К 2005 году от «Морского космического флота» сохранилось только одно судно в Калининграде: «Космонавт Виктор Пацаев».

## Технические средства

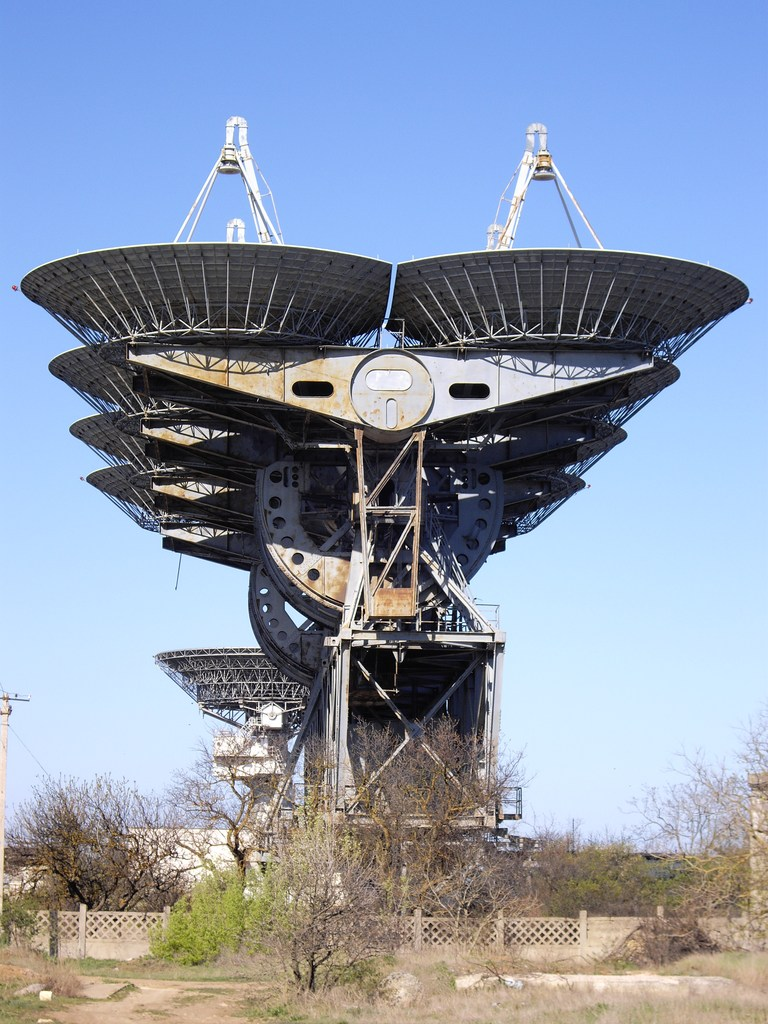
Комплекс «Плутон»
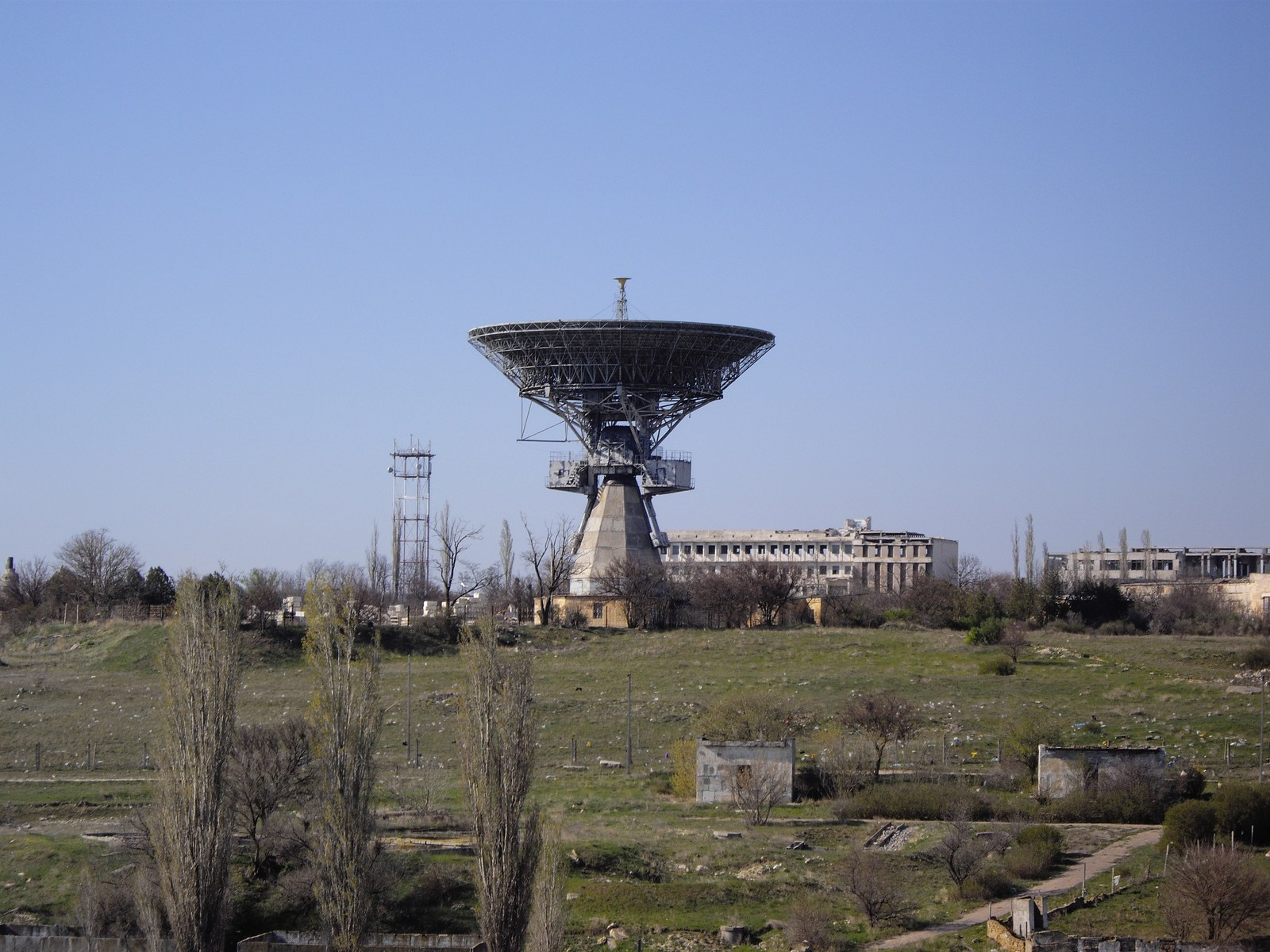
ТНА-400
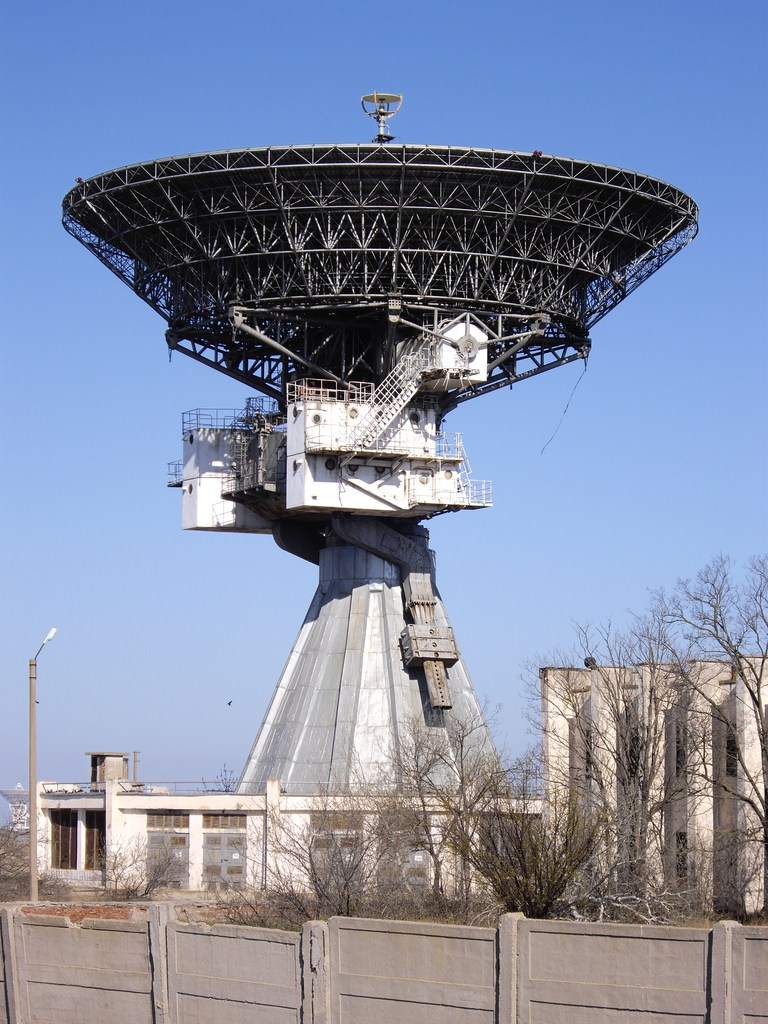
П-400
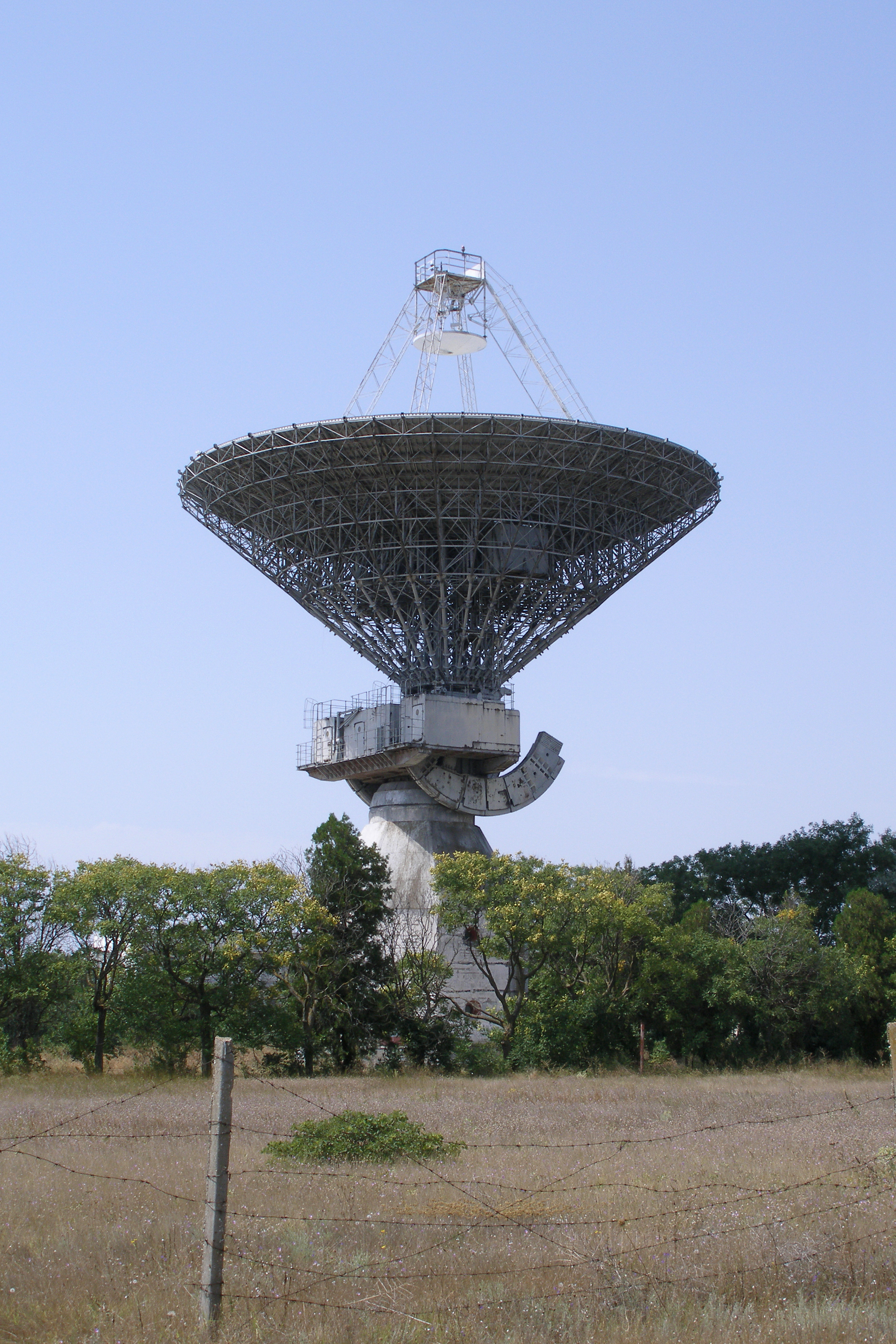
КТНА-200, «Сатурн-МС»
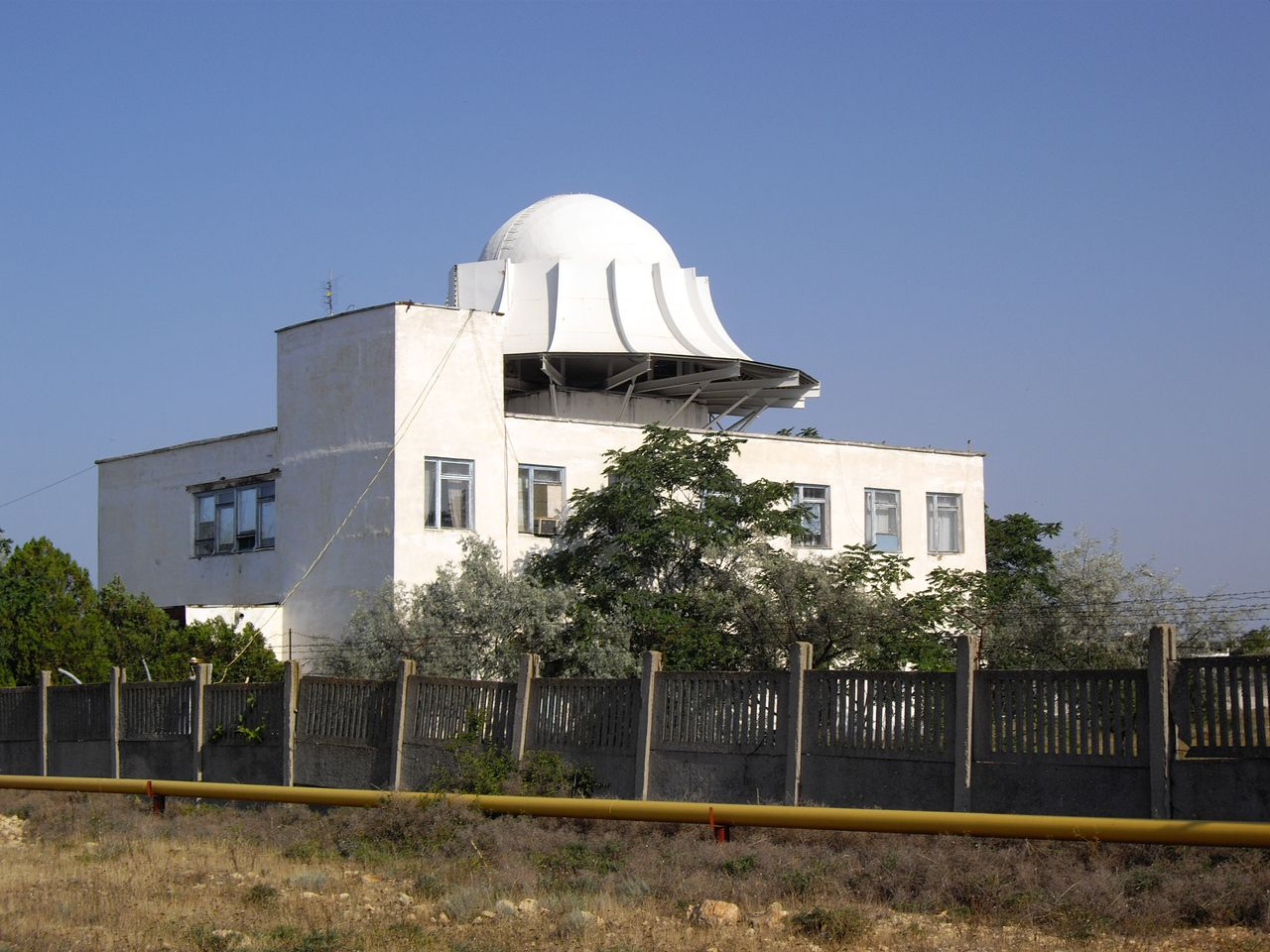
АЗТ-28 «Большая сажень»
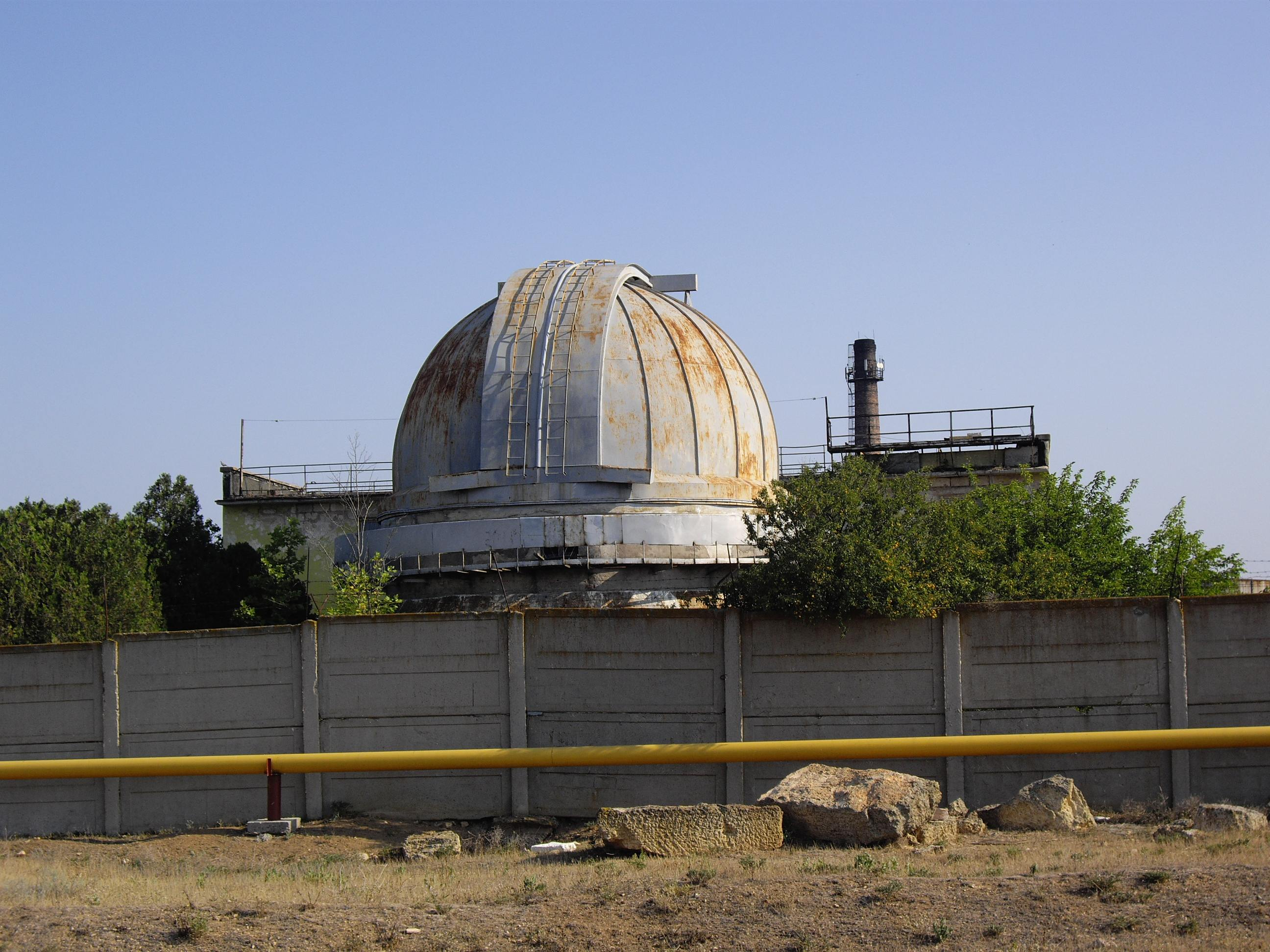
Купол телескопа АТЗ-8
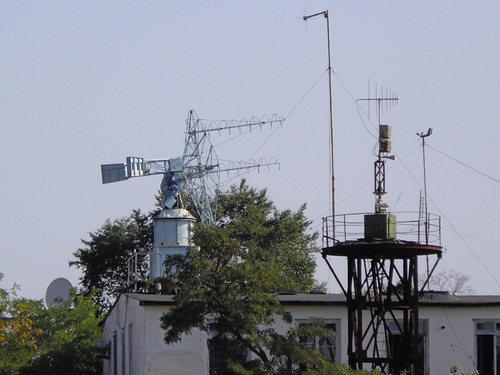
Массив спиральных антенн.Трал-К-2Н
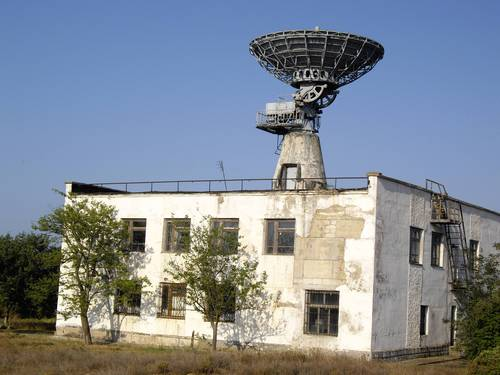
Командно-измерительная станция Квант-П
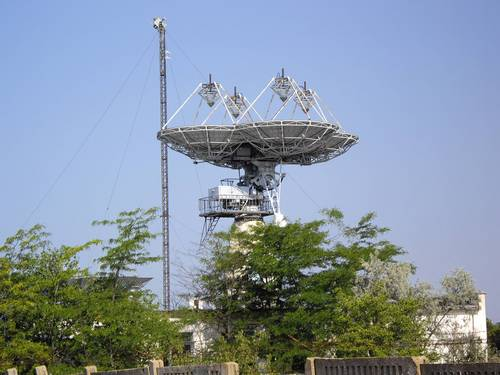
Система приема телеметрии
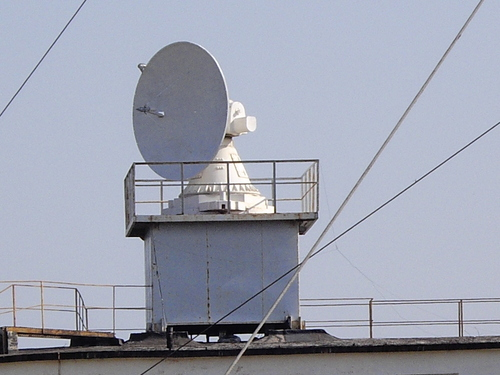
Антенна приема телеметрии
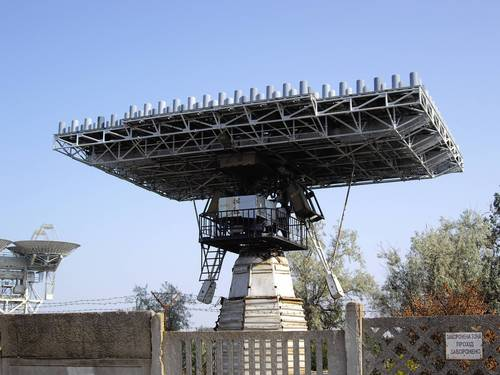
Телевизионный комплекс «Орион», обеспечивающий прием с КА сигналов черно-белого и цветного телевидения
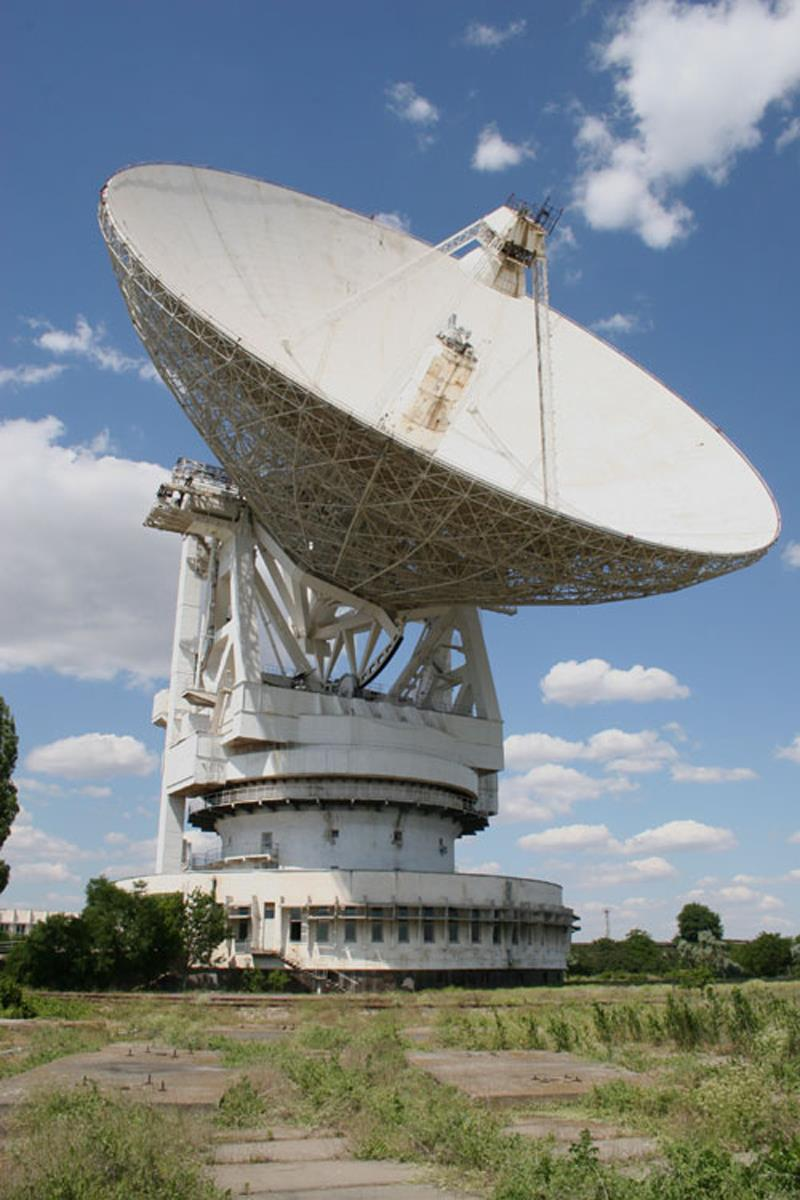
РТ-70
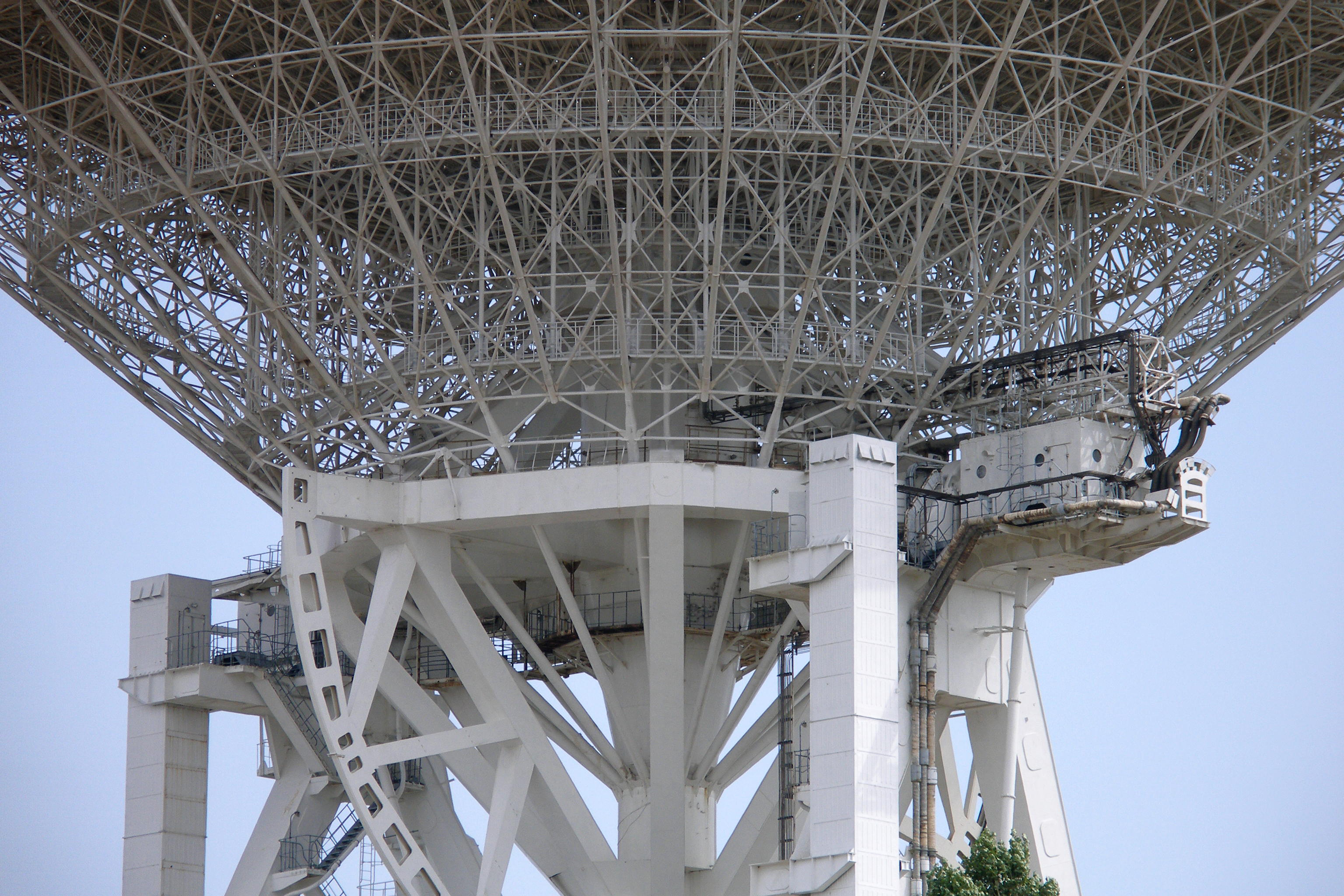
РТ-70